# 伊野尾慧
伊野尾 慧（いのお けい、1990年〈平成2年〉6月22日 - ）は、日本のアイドル、タレント、歌手、俳優。男性アイドルグループHey! Say! JUMPおよびHey! Say! BESTのメンバー。
埼玉県入間市出身。STARTO ENTERTAINMENT所属。

## 来歴
幼い子がテレビ番組で歌い踊る姿を見て「ボクも出てみたい」と思い、母親に頼んで履歴書を送り、2001年、10歳でジャニーズ事務所に入所。2003年、テレビ東京の音楽バラエティ番組『Ya-Ya-yah』に出演。ジャニーズJr.内ユニット・mintの所属を経て、2004年にJ.J.Expressのメンバーとなる。
2006年7月、期間限定ユニットKitty GYMのメンバーに選ばれ、山下智久らとともにフジテレビ系列『女子バレーボール ワールドグランプリ2006』のスペシャルサポーターを務めた。その後Kittyとしても活動する。
2007年9月24日、Hey! Say! JUMPのメンバーとなる。
2009年1月5日、横浜アリーナで開催されたHey! Say! JUMPのコンサートで、明治大学理工学部建築学科にAO入試で合格したことを発表した。4年後の2013年、同学科を卒業。また、その後は明治大学大学院理工学研究科新領域創造専攻に進み、アイドル活動と並行しながら2年で修了。大学院進学と修了については当時公にしておらず、2024年10月19日に放送された日本テレビ系列『アナザースカイ』の番組内で初告白した。
2015年、舞台『カラフト伯父さん』で舞台初主演を果たした。
2016年4月からフジテレビ系朝の情報番組『めざましテレビ』の木曜パーソナリティに就任するとともに日本テレビ系のバラエティ番組『メレンゲの気持ち』初の男性MCとして務めることになった。
2017年5月、映画『ピーチガール』で映画初出演にして初主演をつとめる。
2021年8月7日スタートの『准教授・高槻彰良の推察』Season1（東海テレビ・フジテレビ系）で、単独での連続ドラマ初主演。
2023年11月14日、公式Instagramを開設した。

## 人物
9人いるグループの中では5、6番手でいわゆる“2列目のメンバー”という存在だったが、2015年、『24時間テレビ』内で深夜に生放送された「3世代ジャニーズ 真夏の生男子会しやがれ」のなかで、岡田准一が「いつも眠そうで、かわいくてムカつく」などと発言したことをきっかけに注目されるようになる。亀梨和也や大倉忠義、滝沢秀明などの同事務所の先輩他、千原ジュニアからも「かわいい」「家賃とか払ってあげたい」と絶賛され、デヴィ夫人もファンであることを公言している。2016年になると仕事面でも『めざましテレビ』や『メレンゲの気持ち』のMC、映画『ピーチガール』の主演などに相次いで抜擢される。そのブレイク振りがファンの間で“伊野尾革命”と話題になり、Twitterのトレンドに「伊野尾革命」というワードが浮上するほどの盛り上がりをみせた。
女性顔負けのミルクフェイス、小動物のように大きな垂れ目が特徴で“おねむ男子”と呼ばれる。その場の空気で“適当”にトークしてしまう“テキトー発言”から「平成の高田純次」「ジャニーズの高田純次」と評されたり、運動音痴も公言しているが、一方で二級小型船舶操縦士免許やスキューバダイビングのライセンスを所持していたり、そのギャップが最大の魅力とも言われる。また、MCではシビアで客観的な観察眼でコメントするだけでなく、時に悲しみに共感して涙する姿も見られ、様々な引き出しを持つジャニーズアイドルの“ニュータイプ”と評された。
同じジャニーズ事務所所属でSixTONESのジェシーとは遠縁にあたる。

## 出演
グループでの出演はJ.J.Express#出演、Kitty#出演、Hey! Say! JUMP#出演を参照。個人での出演のみ記載。

### テレビドラマ
- ガチバカ! 第2話（2006年1月26日、TBS） - 井上優介 役[33]
- ダークシステム 恋の王座決定戦  第5話、第6話（2014年1月21日 - 3月25日 、TBS） - 恩田妖一 役[34]
- なるようになるさ 第2シリーズ (2014年4月22日 - 6月24日、TBS) - 奥村涼 役[35]
- 戦う!書店ガール（2015年4月14日 - 6月9日 、関西テレビ） - 日下圭一郎 役[36]
- ドクターX〜外科医・大門未知子〜 スペシャル（2016年7月3日､テレビ朝日） - 氷室光二郎 役[37]
- そして、誰もいなくなった（2016年7月17日 - 9月11日、日本テレビ) - 日下瑛治 役[26][38]
- トーキョーエイリアンブラザーズ（2018年7月23日 - 9月25日、日本テレビ） - 主演・冬ノ介 役（戸塚祥太とW主演）[39]
- 家政夫のミタゾノ（テレビ朝日）- 村田光 役[40]
  - 家政夫のミタゾノ 第3シリーズ（2019年4月19日 - 6月7日）[41]
  - 家政夫のミタゾノ 第4シリーズ（2020年4月24日 - 7月24日）
  - 家政夫のミタゾノ 第5シリーズ（2022年4月22日 - 6月10日）[42][43]
  - 家政夫のミタゾノ 第6シリーズ（2023年10月10日 - 12月5日）[44][45]
  - 家政夫のミタゾノ 第7シリーズ（2025年1月14日 - 3月11日）[46][47]
- 准教授・高槻彰良の推察（東海テレビ×WOWOW共同製作） - 主演・高槻彰良 役[23]
  - Season1（2021年8月7日 - 9月25日、東海テレビ・フジテレビ系）
  - Season2（2021年10月10日 - 11月28日、WOWOW）[48][注釈 1]
- ダ・カーポしませんか?（2023年1月16日 - 3月27日、テレビ東京） - 真澄太一 役[51]
- パラレル夫婦 死んだ"僕と妻"の真実（2025年4月1日 - 6月17日、関西テレビ・フジテレビ） - 主演・並川幹太 役（伊原六花とW主演）[52]

### 配信ドラマ
- 家政負のヒカル（TELASA）- 主演・村田光 役
  - Season1（2023年10月10日 - 12月5日）[53][54]
  - Season2（2025年1月14日 - 3月11日）[55][56]

### バラエティ番組
- 百識〜百で知るひとつの知識〜（2007年10月 - 2008年、フジテレビ） - 準レギュラー
- 100秒博士アカデミー（2013年10月22日 - 2014年3月11日、TBS）　-　不定期出演
- 天才!志村どうぶつ園（2015年12月11日 - 2020年9月26日、日本テレビ） - 不定期出演[8]
- メレンゲの気持ち（2016年4月2日 - 2021年3月27日、日本テレビ） - MC[25]
- u&i（2018年10月10日 - 、NHK Eテレ） - パペットキャラクター・シッチャカ 役（声優）[57]
- 解体キングダム（NHK BSプレミアム）- 建築アイドル
  - 難航不落の“城”を攻略せよ!（2020年4月18日）[58][59]
  - 築400年の古刹を解体せよ（2021年1月30日）[60][61]
  - 街のシンボルを解体せよ（2021年5月1日）[62]
  - 都心の超難敵を解体せよ（2021年10月15日）[63]
  - 謎の巨大建造物を解体せよ!（2022年2月19日）[64]
  - 京都 祇園のシンボルを解体せよ（2022年3月5日）[65]
  - 高度経済成長期の難敵を解体せよ!（2022年5月7日 / 2022年8月9日、NHK総合）[66]
  - 超巨大建造物を解体せよ!（2022年9月3日）[67]
  - レギュラー（2023年4月5日 - 、NHK総合）[68]

### 情報番組
- めざましテレビ（2016年4月 - 2022年3月、フジテレビ） - 木曜パーソナリティ[20][69][70]

### ドキュメンタリー番組
- 伊野尾くんの“見た目以上”（2020年2月17日 - 19日、NHK総合）[71]

### 映画
- ピーチガール（2017年5月20日公開） - 主演・岡安浬 役（山本美月とW主演）[72]

### 舞台
- DREAM BOY（2004年1月8日 - 31日、帝国劇場）[73]
- カラフト伯父さん（2015年4月25日 - 5月10日、東京グローブ座 / 5月22日 - 24日、シアター・ドラマシティ） - 主演・徹 役[74]
- ブロードウェイミュージカル「ハネムーン・イン・ベガス」（2024年4月9日 - 29日、東京建物 Brillia HALL / 5月6日 - 19日、SkyシアターMBS） - 主演・ジャック・シンガー 役[75][76]

### アニメ
- FNS27時間テレビ にほんのスポーツは強いっ!「紙兎ロペ　笑う朝には福来たるってマジっすか!?」特別版（2019年11月3日、フジテレビ） - 猫 役（声の出演）[77]

### ラジオ
- らじらー!サタデー（2015年4月4日 - 2024年3月30日、NHKラジオ第1）[78][79]

### CM
- ベネッセ「進研ゼミ高校講座」（2007年）[80]

## 書籍

### 雑誌連載
- 「Boys,be……!」『with』（2015年12月号 - 2022年4月号[81]、講談社） - 有岡大貴との合同連載[82]

## 作品
JASRAC公式サイトの「作品データベース検索サービス」において、「伊野尾慧」を含む楽曲の検索結果をもとに記述。
| 曲名                         | 作詞                     | 作曲                              | JASRAC 作品コード | 名義                                                           | 収録                                                                         | 備考             |
| ---------------------------- | ------------------------ | --------------------------------- | ----------------- | -------------------------------------------------------------- | ---------------------------------------------------------------------------- | ---------------- |
| 条件反射                     | 葉月トミヤ               | Kevin Charge HIKARI               | 1M2-1674-4        | Hey!Say!JUMP 伊野尾慧                                          | アルバム『SENSE or LOVE』〈初回限定盤〉特典CD - 伊野尾ソロ                   |                  |
| Oh!アイドル!                 | SRI                      | SRI                               | 710-2960-5        | 愛追I隊（有岡大貴・岡本圭人・伊野尾慧） Hey!Say!JUMP           | アルバム『smart』〈通常盤初回プレス仕様〉特典CD - 愛追I隊                    |                  |
| ペットショップラブモーション | Vandrythem               | Simön Janlöv Pessi Levanto DAICHI | 161-6303-6        | 知念侑李 中島裕翔 髙木雄也 伊野尾慧 Hey!Say!JUMP               | アルバム『JUMPing CAR』〈初回限定盤2〉 - 知念侑李&中島裕翔&髙木雄也&伊野尾慧 |                  |
| 今夜貴方を口説きます         | Rivatip                  | KOUDAI IWATSUBO SHIMADA           | 715-3828-3        | Hey!Say!JUMP 伊野尾慧 八乙女光                                 | アルバム『DEAR.』〈初回限定盤2〉 - 伊野尾慧&八乙女光                         |                  |
| Napa Napa                    | Atsushi Shimada MORISHIN | Erik Lidbom SAMDELL               | 1N5-1688-1        | 山田涼介・伊野尾慧/Hey!Say!JUMP Hey!Say!JUMP 山田涼介 伊野尾慧 | シングル『ファンファーレ!』〈初回限定盤2〉 - 山田涼介&伊野尾慧               |                  |
| ♪t♪                          | 薮宏太                   | 伊野尾慧                          | 172-2875-1        | 薮宏太 伊野尾慧                                                | 映像作品『Hey! Say! 2010 TEN JUMP』 - 薮ソロ                                 | 「おと」と読む。 |

### 参加作品
- 島 茂子 & 光『clock』（2025年3月4日発売、デジタルシングル）[86]